# Politika izobraževanja in usposabljanja
Pravica do izobraževanja in usposabljanja je ena izmed temeljnih človekovih pravic in za njeno uresničevanje mora v osnovi poskrbeti država, zaradi česar se zagotavljanje izobraževanja in usposabljanja uvršča med javne politike. 
Republika Slovenija tovrstno dejavnost opredeljuje v 57. členu Ustave RS, na podlagi katerega si je zadala nalogo ustvarjanja možnosti, da si državljani lahko pridobijo ustrezno izobrazbo. V skladu z Belo knjigo o vzgoji in izobraževanju v RS uresničevanje te pravice zahteva zagotavljanje kakovosti vzgojno-izobraževalnega sistema na vseh ravneh, brezplačnosti izobraževanja vsaj v obdobju do univerzitetnega izobraževanja ter pravičnosti in enakosti izobraževalnih možnosti (Ministrstvo za šolstvo in šport 2011).
Temeljni cilj vodenja politike izobraževanja in usposabljanja v sodobni družbi znanja je oblikovanje razmišljujočih posameznikov, ki imajo znanja in veščine, na podlagi katerih lahko s sposobnostjo prilagajanja visoki dinamiki ekonomskih in socialnih razmer uresničujejo svoje
življenjske cilje, uspešno konkurirajo na trgu dela, samostojno delujejo in bogatijo družbo kot aktivni in odgovorni državljani. Na ta način politika izobraževanja mladim zagotavlja osnovne pogoje za uspešno osamosvajanje, zaposljivost, osebnostni in poklicni razvoj ter kakovost življenja (Ministrstvo za šolstvo in šport 2011; Mladinski svet Slovenije 2010).
Vir: Bakovnik N., Beočanin T., Berglez S., Dadič K., Lebar L., Lebič T., Mesec S., Mužica R., Praprotnik L., Ranc I., Straus M. (2012). Lokalna mladinska politika. Ljubljana: Zveza ŠKIS; Ajdoščina: Mladinski svet.